# Schrankia vitiensis
Schrankia vitiensis är en fjärilsart som beskrevs av Robinson 1975. Schrankia vitiensis ingår i släktet Schrankia och familjen nattflyn. Inga underarter finns listade.